# Cistrières
Cistrières é uma comuna francesa na região administrativa de Auvérnia-Ródano-Alpes, no departamento de Alto Loire. Estende-se por uma área de 22,86 km². Em 2010 a comuna tinha 140 habitantes (densidade: 6,1 hab./km²).